# 佐賀県道300号基山公園線
佐賀県道300号基山公園線（さがけんどう300ごう きやまこうえんせん）は、佐賀県三養基郡基山町を通る一般県道である。

## 概要
三養基郡基山町大字宮浦の秋光交差点から瀧光徳寺駐車場付近に至る。

### 路線データ
- 起点：佐賀県三養基郡基山町大字宮浦（秋光交差点、佐賀県道・福岡県道137号基山平等寺筑紫野線交点）
- 終点：佐賀県三養基郡基山町大字宮浦（瀧光徳寺駐車場付近）
- 総延長：約3.1 km

## 地理

### 通過する自治体
- 基山町

### 交差する道路
| 交差する道路                                              | 交差する場所 | 交差する場所      |
| --------------------------------------------------------- | ------------ | ----------------- |
| 佐賀県道・福岡県道137号基山平等寺筑紫野線                 | 大字宮浦     | 秋光交差点 / 起点 |
| 福岡県道・佐賀県道17号久留米基山筑紫野線 / 鳥栖筑紫野道路 | 大字宮浦     | 宮浦IC            |

### 沿線
- JR九州鹿児島本線・甘木鉄道甘木線 基山駅
- 佐賀銀行基山支店
- 福岡銀行基山支店
- 基山町役場・保健センター・町民会館
- 見真幼稚園
- 基山町消防団第4部格納庫
- 第4区公民館
- 洗心山因通寺
- 荒穂神社
- 瀧光徳寺